# Закон України «Про державну статистику»
Закон України «Про державну статистику» — закон України, ухвалений 9 вересня 1992 року.
Закон регулює правові відносини в галузі державної статистики, визначає права і функції органів державної статистики, організаційні засади здійснення державної статистичної діяльності з метою отримання всебічної та об'єктивної статистичної інформації щодо економічної, соціальної, демографічної та екологічної ситуації в Україні та її регіонах і забезпечення нею держави та суспільства.
Державна політика в галузі статистики спрямована на створення єдиної системи обліку та статистики на всій території України та її узгодження з міжнародними стандартами і методологією.
Державна статистична діяльність проводиться органами державної статистики згідно з цим Законом та відповідно до завдань, віднесених до їх компетенції, на засадах професійної незалежності та самостійності.
Втручання будь-яких державних органів та органів місцевого самоврядування, інших юридичних осіб, об'єднань громадян, посадових та інших осіб у державну статистичну діяльність, зокрема, з питань змісту статистичної інформації, вибору джерел її отримання, статистичної методології, форм і термінів збирання та поширення даних статистичних спостережень тощо, забороняється.
Статистична інформація, отримана на підставі проведених органами державної статистики статистичних спостережень, існує у вигляді первинних даних щодо респондентів, статистичних даних, що пройшли одну чи декілька стадій опрацювання та накопичені на паперових, магнітних та інших носіях або в електронному вигляді, а також аналітичних матеріалів, підготовлених на підставі цих даних.
Статистична методологія базується на результатах наукових досліджень, міжнародних рекомендаціях та досвіді статистичної практики з урахуванням національно-історичних особливостей країни.
Основні положення статистичної методології підлягають опублікуванню.
Статистична методологія є основою для проведення статистичних спостережень, у тому числі створення і ведення реєстрів респондентів статистичних спостережень та складення звітно-статистичної документації, і затверджується центральним органом виконавчої влади, що забезпечує формування державної політики у сфері статистики.
Реєстр респондентів статистичних спостережень є автоматизованою інформаційною системою збирання, накопичення та опрацювання статистичних даних про респондентів, яка забезпечує відбір сукупностей респондентів за визначеними критеріями для проведення статистичних спостережень.
Звітно-статистична документація включає в себе програми статистичних спостережень, форми звітності та інструкції щодо їх заповнення (в тому числі у сфері закупівель), що затверджуються Державною службою статистики, а також анкети, переписні (опитувальні) листи, інші статистичні формуляри, необхідні для проведення статистичних спостережень, які затверджуються органами державної статистики, державні класифікатори техніко-економічної та соціальної інформації тощо. Звітно-статистична документація може видаватися на паперових, магнітних та інших носіях або передаватися за допомогою засобів телекомунікацій.

## Права на статистичну інформацію
Правила зберігання, опрацювання, поширення, збереження, захисту та використання статистичної інформації, отриманої у процесі державних статистичних спостережень, а також первинних даних, отриманих у процесі проведення інших статистичних спостережень, визначаються відповідно до закону центральним органом виконавчої влади, що забезпечує формування державної політики у сфері статистики.
Права на зведену знеособлену статистичну інформацію, отриману органами державної статистики у процесі статистичних спостережень, що проведені за рахунок коштів замовника, визначаються договорами на створення цієї інформації. Положення таких договорів не можуть суперечити вимогам цього та інших законів, зокрема щодо вільного доступу до статистичної інформації.
Для забезпечення потреб державних органів, органів місцевого самоврядування, інших юридичних, а також фізичних осіб у статистичній інформації та доступу до неї, в органах державної статистики створюються спеціальні інформаційні служби.
Порядок їх створення, структура, права та обов'язки визначаються Державною службою статистики.
Доступ до статистичної інформації забезпечується шляхом:
- систематичної публікації її в друкованих виданнях;
- поширення її засобами масової інформації;
- безпосереднього її надання державним органам та органам місцевого самоврядування, а також надання її у відповідь на запит на інформацію відповідно до Закону України «Про доступ до публічної інформації», іншим юридичним, а також фізичним особам.

Безкоштовне надання державним органам та органам місцевого самоврядування статистичної інформації, передбаченої планом державних статистичних спостережень або окремими рішеннями Кабінету Міністрів України, здійснюється органами державної статистики у межах коштів, виділених на зазначені цілі з Державного бюджету України. Зазначена інформація надається із дотриманням вимог конфіденційності, визначених цим Законом.
Порядок і умови надання фізичним та юридичним особам статистичної інформації за запитами визначаються законами України «Про доступ до публічної інформації», «Про інформацію» та цим Законом.
У разі якщо підготовка і надання статистичної інформації здійснюються на договірній основі, порядок і умови надання інформації замовнику визначаються відповідними договорами. Замовники відшкодовують витрати, пов'язані з виконанням договорів щодо підготовки і надання статистичної інформації. Виконання та оплата таких робіт здійснюються відповідно до Положення про проведення статистичних спостережень та надання органами державної статистики послуг на платній основі.
Не може бути відмовлено в наданні за запитом знеособленої статистичної інформації, отриманої в процесі статистичних спостережень, проведених за рахунок коштів Державного бюджету України чи замовника на підставі договору. Така статистична інформація не може бути віднесена до конфіденційної інформації та надається безоплатно, крім випадків відшкодування фактичних витрат для копіювання та друку відповідно до Закону України «Про доступ до публічної інформації».